# Вамешу
Вамешу (рум. Vameșu) — село у повіті Бреїла в Румунії. Входить до складу комуни Сіліштя.
Село розташоване на відстані 171 км на північний схід від Бухареста, 19 км на північний захід від Бреїли, 18 км на захід від Галаца.

## Населення
За даними перепису населення 2002 року у селі проживали 34 особи, усі — румуни. Усі жителі села рідною мовою назвали румунську.